# Dorothy Gibson
Dorothy Gibson (Hoboken, 17 de maio de 1889 - Paris, 17 de fevereiro de 1946) foi uma cantora, modelo e atriz norte-americana da época do cinema mudo. Ela é mais lembrada, porém, como uma das sobreviventes do naufrágio do RMS Titanic.

## Biografia

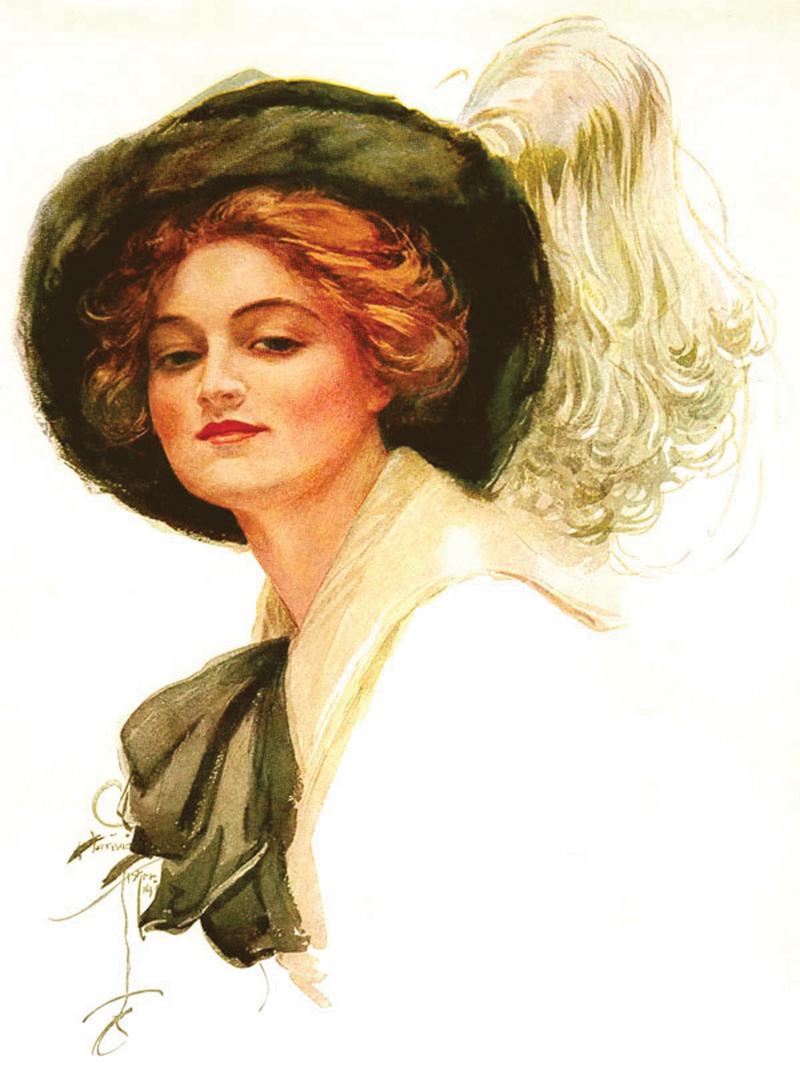
Dorothy Gibson em ilustração de Harrison Fisher, 1911.

Dorothy nasceu em 17 de maio de 1889, filha de John A. Brown e Pauline Boesen, como Dorothy Winifred Brown, em Hoboken, Nova Jersey. Seu pai faleceu quando ela tinha três anos de idade, em 1892, e sua mãe voltou a se casar, com John Leonard Gibson. Entre 1906 e 1911, ela trabalhou como dançarina e cantora em algumas produções de teatro e vaudeville, sendo o mais importante o musical da Broadway The Dairymaids, de Charles Frohman, em 1907. Ela também foi membro regular do coro em shows produzidos pelos “Shubert Brothers”, no Hippodrome Theatre, em Nova Iorque.
Em 1909, um ano antes de se casar com George Battier Jr, Gibson começou a posar para o artista de comerciais Harrison Fisher, tornando-se uma de suas modelos favoritas. Sua imagem apareceu regularmente em cartazes, postais, produtos de merchandising e ilustrações de livros nos três anos seguintes, e Fisher também escolheu suas semelhanças para as capas de revistas tais como Cosmopolitan, Ladies Home Journal e Saturday Evening Post. Gibson foi divulgada durante todo esse tempo como "The Original Harrison Fisher Girl".
Gibson separou-se de Battier, embora o casal não tenha se divorciado até perto de 1916. Em 1911, Gibson começou um caso de amor, que durou seis anos, com o magnata do cinema, casado, Jules Brulatour, chefe de distribuição da Eastman Kodak e co-fundador da Universal Pictures. Brulatour também foi assessor e produtor da Éclair Studios, e apoiou vários dos filmes de Gibson, incluindo Saved From the Titanic, de 1912. Um ano depois, durante enquanto dirigia seu carro esporte, Brulatour atingiu e matou um pedestre. Durante o processo judicial resultante, foi revelado na imprensa que Gibson era sua amante. Embora Brulatour já estivesse separado de sua esposa, mediante a humilhação do escândalo ela resolveu processá-lo para o divórcio, que foi finalizado em 1915. A crescente fama e poder político de Brulatour o obrigaram a legitimar a sua relação com Dorothy Gibson, e os dois finalmente casaram em 1917.
Sob legalidade contestada, a união foi dissolvida dois anos mais tarde, como um contrato inválido. Para escapar das fofocas e começar uma vida nova, Gibson deixou Nova Iorque por Paris, onde permaneceu, com exceção dos quatro anos que passou na Itália durante a Segunda Guerra Mundial.

## Carreira cinematográfica
Representada pelo agente teatral Pat Casey, Gibson entrou para o cinema no início de 1911, juntando-se à “Independent Moving Pictures Company” (IMP) como extra e posteriormente ao Lubin Studios, como atriz reserva. Foi contratada como atriz principal pela nova sede da “Éclair Studios” em Paris, em Julho de 1911. Ela alcançou empatia imediata com o público, tornando-se uma das atrizes mais destacadas no meio de filme, sendo promovida então a "estrela" em seu próprio direito. Elogiada por seu estilo natural e sutil, foi particularmente eficaz como comediante nos populares Miss Masquerader (1911) e Love Finds a Way (1912), produzidas em Fort Lee, Nova Jersey, e em seguida no centro da florescente indústria cinematográfica americana.

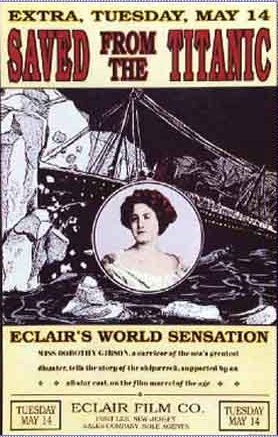
Cartaz do filme "Saved From the Titanic".

A despeito de sua popularidade em comédias, uma de suas performances mais importantes foi a de Molly Pitcher no drama histórico Hands Across the Sea (1911), estreia do estúdio Éclair e seu primeiro trabalho como primeira estrela. Uma dos mais famosos papéis de Gibson foi ela mesma em Saved From the Titanic (1912), baseado em suas experiências no lendário desastre. Saved From the Titanic, lançado um mês após o naufrágio, foi o primeiro de muitos filmes sobre o evento.
O Titanic é um dos aspectos mais conhecidos da vida de Gibson. Após um período de seis semanas de férias na Itália com sua mãe, ela estava voltando a bordo do Titanic para fazer uma nova série de fotos para o estúdio Eclair em Fort Lee. As mulheres estavam jogando bridge com os amigos no salão, na noite de colisão fatal do navio com o iceberg. Com dois de seus parceiros de jogo, escapou no primeiro barco salva-vidas, o número 7, que foi lançado. Depois de chegar em Nova York a bordo do navio de resgate “Carpathia”, Gibson foi convencida por seu empresário a aparecer em um filme baseado no naufrágio. Ela não só estrelou o drama, mas escreveu o cenário. Ela ainda apareceu na mesma roupa que usara a bordo do Titanic - um vestido de noite branco de seda coberto com um casaco de lã e casaco.
Embora Saved From the Titanic tenha sido um tremendo sucesso na América, Inglaterra e França as únicas cópias conhecidas foram destruídas em um incêndio em 1914, no Éclair Studios. A perda do filme é considerada por historiadores do cinema como sendo uma dos maiores do cinema mudo. Outras realizações de Gibson no cinema incluem um dos primeiros filmes estadunidenses, Hands Across the Sea, em 1911, a participação no primeiro seriado americano The Revenge of the Silk Masks, de 1912, e uma das primeiras aparições públicas de personalidade de cinema (janeiro de 1912).
Contemporânea de Mary Pickford, Gibson foi a mais bem paga atriz de cinema do mundo na época de sua aposentadoria prematura em maio de 1912. Em uma breve, mas agitada, carreira cinematográfica, Gibson apareceu em um número estimado de 16 filmes da Eclair e em um número indeterminado de filmes do Lubin e dos estúdios IMP. Gibson deixou os filmes para prosseguir a carreira de cantora de coral,  e sua aparição mais notável foi no “Metropolitan Opera House”, em “Madame Sans-Gene” (1915).

## Final da vida
Simpatizante do nazismo e alegada agente da inteligência, Gibson renunciou à sua participação em 1944. Ela foi presa como agitadora antifascista e encarcerada na prisão de San Vittore, em Milão, da qual ela fugiu com dois outros presos, o jornalista Indro Montanelli e o General Bartolo Zambon. O trio foi ajudado pela intervenção do Cardeal Ildefonzo Schuster e um jovem capelão, o Padre Giovanni Barbareschi, do grupo milanês de resistência, o grupo Fiamme Verdi.
Morando na França, em 1946, Gibson morreu de um ataque cardíaco em seu apartamento no Hotel Ritz de Paris, aos 56 anos. Ela está enterrada no Saint Germain-en-Laye Cemitério. A propriedade de Gibson foi dividida entre o amante, Emilio Antonio Ramos, adido de imprensa da Embaixada de Espanha em Paris, e sua mãe.

## Legado
O único filme de Gibson que sobreviveu foi a aventura-comédia The Lucky Holdup (1912). Resgatado pelos colecionadores David e Margo Navone em 2001, foi preservado pelo American Film Institute e agora está arquivado na Biblioteca do Congresso.
O personagem de Susan Alexander, no filme de Orson Welles “Cidadão Kane” (1941) pode ter sido parcialmente baseado em Dorothy Gibson, junto com outras figuras da vida real, Marion Davies, Hope Hampton, e Ganna Walska. Ela também foi a inspiração para um personagem na novela de seu amigo Indro Montanelli, “General della Rovere”, que foi transformada em um premiado filme do diretor Roberto Rossellini, em 1959.
Os autores Don Lynch e John P. Eaton foram os primeiros historiadores contemporâneos a redescobrir Dorothy Gibson, a escrever e fazer palestras sobre ela na década de 1980. O primeiro estudo em profundidade da vida misteriosa de Dorothy foi realizado por Phillip Gowan e Brian Meister e publicado no jornal da Sociedade Britânica de Titanic em 2002. Em 2005, a biografia do primeiro longa-metragem de Dorothy Gibson, por Randy Bryan Bigham, foi liberado.

## Filmografia
| Ano  | Título                      | Papel                                                           | Notes                                                 |
| ---- | --------------------------- | --------------------------------------------------------------- | ----------------------------------------------------- |
| 1911 | A Show Girl's Stratagem     |                                                                 |                                                       |
| 1911 | The Angel of the Slums      |                                                                 |                                                       |
| 1911 | Hands Across the Sea in '76 | Molly Pitcher, Bela do tribunal francês, Viúva do soldado, etc. |                                                       |
| 1911 | Miss Masquerader            | Herdeira                                                        |                                                       |
| 1911 | The Musician's Daughter     | Prima Donna                                                     |                                                       |
| 1912 | Love Finds a Way            | Helen                                                           |                                                       |
| 1912 | The Awakening               | Namorada                                                        |                                                       |
| 1912 | The Kodak Contest           | Esposa                                                          |                                                       |
| 1912 | It Pays to Be Kind          | Irmã                                                            |                                                       |
| 1912 | A Living Memory             | Sua memória                                                     |                                                       |
| 1912 | Brooms and Dustpans         | Beijando o primo                                                |                                                       |
| 1912 | The White Aprons            |                                                                 |                                                       |
| 1912 | A Lucky Holdup              | Miss Barton                                                     |                                                       |
| 1912 | The Easter Bonnet           | Dora                                                            |                                                       |
| 1912 | Revenge of the Silk Masks   | Garota da Sociedade                                             |                                                       |
| 1912 | Saved from the Titanic      | Miss Dorothy                                                    | Título alternativo: A Survivor of the Titanic Roteiro |
| 1912 | Roses and Thorns            |                                                                 |                                                       |